# Limnophila (Limnophila) micromera
Limnophila (Limnophila) micromera is een tweevleugelige uit de familie steltmuggen (Limoniidae). De soort komt voor in het Neotropisch gebied.